# 哈什敦 (印第安納州)
哈什敦（英語：Hashtown）是位於美國印地安納州格林縣的一個非建制地區。該地的面積和人口皆未知。